# Twentieth Century Pictures
Twentieth Century Pictures (20th Century Pictures) was een Amerikaans filmbedrijf, in 1932 opgericht door Darryl F. Zanuck, nadat hij ontslag nam als hoofd van productie bij Warner Brothers, omdat ze hem geen hoger salaris wilden geven. Hij werd bij de oprichting gesteund door Joseph Schenck, die destijds president van United Artists (UA) was en door William Goetz, die zijn baan bij Fox Film Corporation voor 20th Century opgaf.
Zanuck sloeg meerdere projecten die hij aangeboden kreeg van andere filmstudio's af, omdat hij films produceren op een onafhankelijke basis veel belangrijker vond. Schenck's oudere broer, Nicholas Schenck en de schoonvader van Goetz, Louis B. Mayer, hoofd van Metro-Goldwyn-Mayer, steunden 20th Century Pictures financieel. In juli 1933 sloot hij met UA een distributiecontract, dat ervoor zorgde dat de meeste films van Twentieth Century Pictures uitgebracht zouden worden door UA. De films van 20th Century werden ook snel een belangrijke bron van inkomsten voor United Artists, aangezien de films erg hoog gewaardeerd werden.
Het hele UA-pact werd echter afgebroken toen Zanuck ruzie kreeg met United Artists. De grote filmstudio wilde 20th Century geen aandelen UA geven als beloning en dit kwam bij Zanuck over als een belediging. Schenck, die nog steeds president van het bedrijf was en al voor meer dan tien jaar aandeelhouder in het bedrijf was, nam wegens de hele situatie ontslag, omdat hij vond dat de eis voor aandelen als bonus redelijk eis was.
Nadat Sidney Kent aan Zanuck had gevraagd of zijn productiebedrijf het verliesmakende Fox Film Corporation niet wilde steunen, werden de plannen voor een fusie (dat eigenlijk een overname van Fox door 20th Century was) gemaakt. In 1935 fuseerde Twentieth Century uiteindelijk met Fox Film Corporation om 20th Century-Fox te creëren.
Zanuck was vanaf het begin president van het bedrijf en Goetz vicepresident. De studio is vanaf het begin altijd succesvol geweest, zo werd ze genomineerd voor een Academy Award voor Beste Film in 1934 met de film The House of Rothschild. De filmstudio heeft in totaal 20 films gemaakt, de laatste was Folies-Bergère uit 1936.

20th Century-Fox zal weer de naam 20th Century Pictures krijgen. Dat is besloten door Disney, die 20th Century Fox had overgenomen.

## Films
- Folies-Bergère (1936)
- Show Them No Mercy! (1935)
- The Call of the Wild (1935)
- Les Misérables (1935)
- Cardinal Richelieu (1935)
- Folies Bergère de Paris (1935)
- Clive of India (1935)
- The Mighty Barnum (1934)
- Bulldog Drummond Strikes Back (1934)
- Born to Be Bad (1934)
- The Affairs of Cellini (1934)
- The Last Gentleman (1934)
- Looking for Trouble (1934) (een productie van Darryl F. Zanuck)
- The House of Rothschild (1934)
- Moulin Rouge (1934)
- Gallant Lady (1933)
- Advice to the Lovelorn (1933)
- Blood Money (1933)
- Broadway Through a Keyhole (1933)
- The Bowery (1933)